# Іванчинський потік
Іванчинський потік (словац. Ivančinský potok) — річка; права притока Турця, протікає в окрузі Турчянські Теплиці.
Довжина приблизно 5.8-6.4 км. Витік знаходиться в масиві Турчанська улоговина (геоморфологічна підодиниця Дівяцька височина) — на висоті приблизно 495—500 метрів.
Протікає територією сіл Іванчіна; Вельки Чепчин і міста Турчянські Теплиці. Впадає в Турець на висоті приблизно 450—455 метрів.